# Wasserwerfer 69

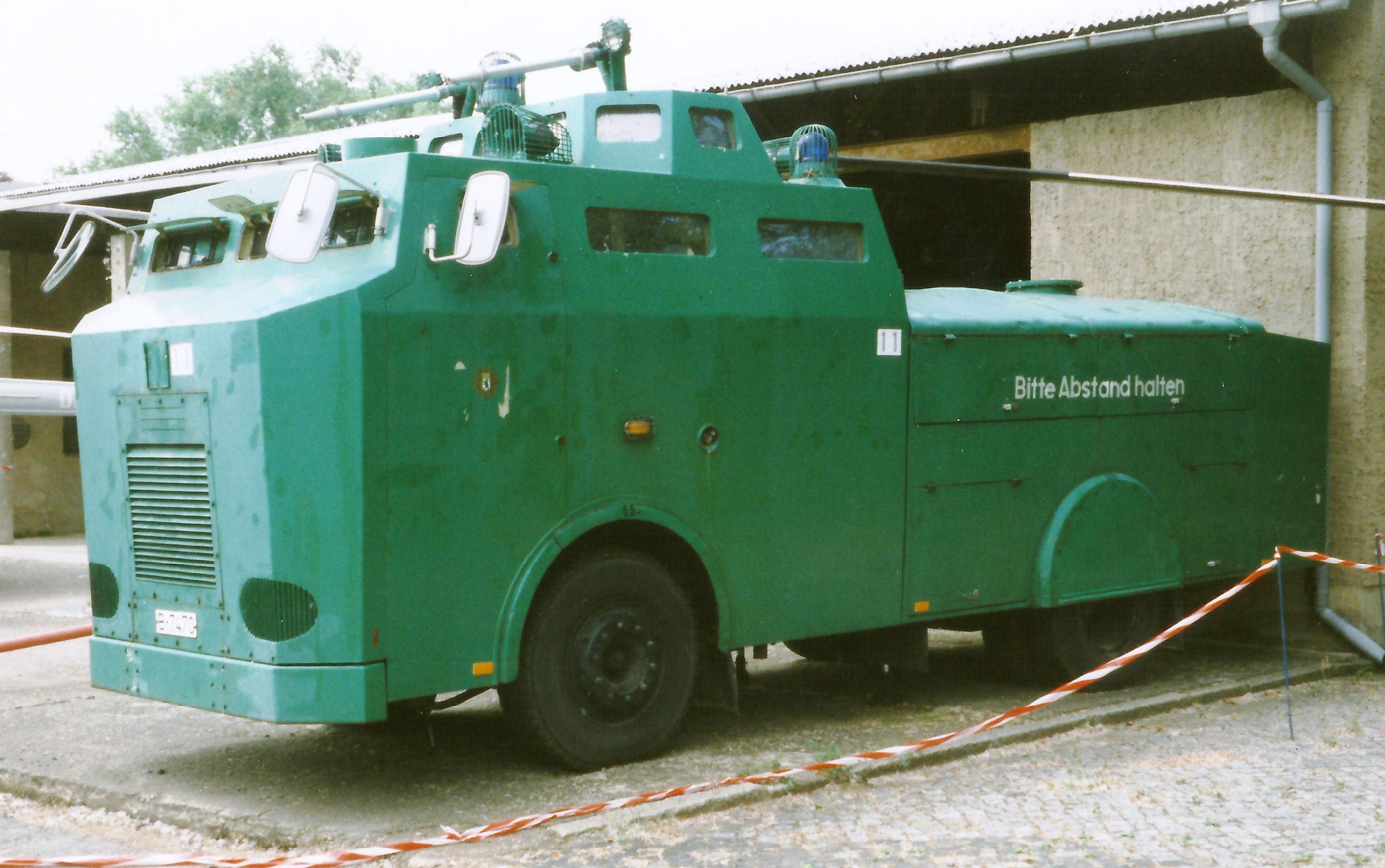
Wasserwerfer 69 der Berliner Polizei

Der Wasserwerfer 69 war ein Wasserwerfer, der in West-Berlin als Nachfolger des Wasserwerfer 64 entwickelt wurde. Als Grundlage diente eine  Mercedes LPS 338. Der Aufbau stammte von Hodermann. Das Fahrzeug war mit 7 mm starkem Stahl gepanzert.
Ein später für Filmaufnahmen blau lackiertes Fahrzeug befindet sich in der  Polizeihistorischen Sammlung Berlin.